# شیر، کمد و جادوگر (مجموعه‌تلویزیونی ۱۹۸۸)
شیر، کمد و جادوگر (به انگلیسی: The Lion, the Witch and the Wardrobe) مجموعه تلویزیونی محصول سال ۱۹۸۸ و به کارگردانی مارلین فاکس است. در این مجموعه تلویزیونی بازیگرانی همچون ریچارد دمپسی، سوفی کوک، جاناتان اسکات، سوفی ویلکاکس، مایکل آلدریج، جفری پری، کری شیل، لزلی نیکل، کیت هودیاک و کن کیتسون ایفای نقش کرده‌اند. این مجموعه از کتاب شیر، کمد و جادوگر، نوشته سی. اس. لوئیس است و بخشی از مجموعه سرگذشت نارنیا است.